# Большеглазая килька
Большеглазая килька, или большеглазая тюлька, или большеглазая сарделька (лат. Clupeonella grimmi) — мелкая промысловая морская рыба семейства сельдевых (Clupeidae). Обитает в Каспийском море между 43° с. ш. и 35° с. ш. и между 47° в. д.и  54° в. д. Максимальная длина 14,5 см. Является объектом коммерческого промысла.

## Ареал и среда обитания
Большеглазая обитает в умеренных водах средней и южной частях Каспийского моря. Встречается над глубинами более 40—50 м. Не попадается в районах глубиной менее 14 м, не подходит к берегам, в северной части моря практически отсутствует. Наиболее крупные скопления наблюдаются в зонах с круговым течением над глубинами от 70 до 200—300 м. Эти солоноватоводные стайные пелагические рыбы держатся на большей глубине по сравнению с другими тюльками при более стабильных условиях окружающей среды (солёность от 12—13 до 14 ‰ и температура 3,9—26,4 ° С). Половозрелые тюльки держатся у дна на глубине 130—140 м, личинки попадаются на глубине от 80 до 300 м и более. Хорошо привлекаются светом.

## Описание
Самки немного крупнее самцов. Длина тела до 14,5 см. Тело сильно сжато с боков, высота равна 17—22 %, а межглазничное пространство составляет 13—15 % длины тела, кончики грудных плавников закруглённые; хорошо развитый брюшной киль состоит из 26—32 (в среднем 29) чешуй. Голова удлинённая и узкая. Верхняя челюсть небольшого рта протягивается за вертикаль переднего края глаза. Диаметр крупных глаз составляет 25,8—31,5 % длины тела. В спинном плавнике 16—18 лучей (в среднем 17, первые 3—4 луча неветвистые); в анальном 19—24 (в среднем 22, первые 3 луча неветвистые); жаберных тычинок 42—51 (в среднем 48); позвонков 46—48 (в среднем 46). Окраска дорсальной поверхности тёмная, мелкие особи прозрачные.

## Биология
У большеглазых тюлек нерест растянут на весь год, два пика приходятся на весну и осень. Весной нерест наиболее интенсивный. Этот вид нерестится над большими глубинами по сравнению с анчоусовидными кильками. Нерест проходит при температуре воды 6—13 °С и сёлености 12,6—13 ‰. Плодовитость самок в среднем 15,9 тыс. икринок. Икра пелагическая, икринки с большой жировой каплей. При температуре воды 17,8 °С развитие продолжается 25—28 ч.
Euryteomora grimmi (наиболее крупные особи), Limno-calanus grimaldii и некоторыми видами мизид.
Большеглазые тюльки питаются планктоном (Euryteomora grimmi, Limno-calanus grimaldii и мизидами). В свою очередь на них охотятся сельди, осетровые и тюлень.
Большеглазая тюлька зимует в южном Каспии, сосредотачиваясь в основном на западе, некоторая часть рыб остается в Среднем Каспии. С конца марта килька мигрирует на север, а осенью совершает обратные миграции. Летом в средней части Каспийского моря она образует скопления на глубине 70—200 м. Круглый год совершает суточные вертикальные миграции, днём опускаясь намного глубже других видов каспийских килек.

## Взаимодействие с человеком
Является объектом коммерческого промысла. Каспийскую тюльку ловят на электросвет рыбонасосами и конусными сетями. Попадается в качестве прилова при промысле анчоусовидной кильки. Жирность мяса колеблется от 1,7 до 9,6 %. Тюльку солят, коптят и используют в свежем виде. Международный союз охраны природы ещё не оценил статус сохранности вида.